# غيرهارد سورينسن
غيرهارد سورينسن (بالدنماركية: Gerhardt Sørensen)‏ هو مجدف دنماركي، ولد في 23 مارس 1921 في Højby ‏ في الدنمارك، وتوفي في 18 يوليو 2002 في Kastrup ‏ في الدنمارك.

## وصلات خارجية
- غيرهارد سورينسن على موقع الاتحاد الدولي للتجديف (الإنجليزية)
- غيرهارد سورينسن على موقع أوليمبيديا (الإنجليزية)